# Эльстер, Отто
Отто Вильгельм Филипп Эльстер нем. Otto Elster; 11 ноября 1852, Эшерсхаузен, Нижняя Саксония — 1 декабря 1922, Брауншвейг) — немецкий писатель
, драматург, журналист, редактор, историк и политик.
Писал под псевдонимами Отто фон Брюнек и Людвиг Хассе.

## Биография
Сын доктора. В 1872 году поступил рекрутом в герцогский Брауншвейгский пехотный полк. Стал последним адъютантом герцога Вильгельма Брауншвейгского, которым он восхищался. Ещё будучи в армии, опубликовал под псевдонимом свои первые произведения. Чтобы не приносить присягу прусскому королю, О. Эльстер, убеждённый сторонник дома Вельфов, в звании старшего лейтенанта после смерти герцога в 1884 году вышел в отставку. В 1890 году участвовал в создании Правой партии вельфов Брауншвейга.
Был редактором Braunschweiger Tageblatt, Kreuznacher Tageblatt и главным редактором Kölner Tageblatt . По политическим мотивам покинул Брауншвейг с 1901 по 1910 год и работал архивариусом у принца Вильгельма Шаумбург-Липпского в его замке в Восточной Богемии . В последний год жизни вернулся в Брауншвейг.
Работал военным историком, опубликовал, среди прочего, описание полков фельдмаршала О. Пикколомини, участвовавших в Тридцатилетней войне и трактат по истории войск вельфов.

## Творчество
Автор многих любовных романов, военных и культурно-исторических трудов, детских книг (под псевд. О. фон-Брунек), драм, которые были широко распространены в то время. Написал более ста социальных, военных и детективных романов, книг для молодёжи, рассказов и пьес.
Писал под влиянием творчества земляка Вильгельма Раабе.

## Избранные произведения
- «Elfriedens Geburstag» (1886);
- «Der Socialdemokrat»,
- «Manövertage»,
- «Eine Jugendsünde»,
- «Wessen Schuld»,
- «Am Bivouacfeuer»,
- «Eine Winterreise nach Helgoland»,
- «Eine Reichstagsrede»,
- «Ferida» (1891),
- «Manövergäste» (1895) и др.